# بخش صماخی استخوان گیجگاهی
بخش صماخی یا بخش تیمپانیک (Tympanic part) قسمتی از استخوان گیجگاهی است که به صورت یک صفحهٔ منحنی در زیر پولک squama و در مقابل زائده پستانکی mastoid process قرار دارد. این بخش سوراخ گوش و بخش استخوانی گوش خارجی را می‌سازد.
بخش صماخی استخوان گیجگاهی در قسمت زیرین بخش فلسی (پتروس) و در قسمت پیشین (قدامی) بخش پستانکی (ماستوئید) واقع شده‌است. این بخش دیوارهٔ زیرین و پیشین مجرای گوش به همراه قسمتی از دیواره پسین (خلفی) آن را تشکیل می‌دهد.

## نگارخانه

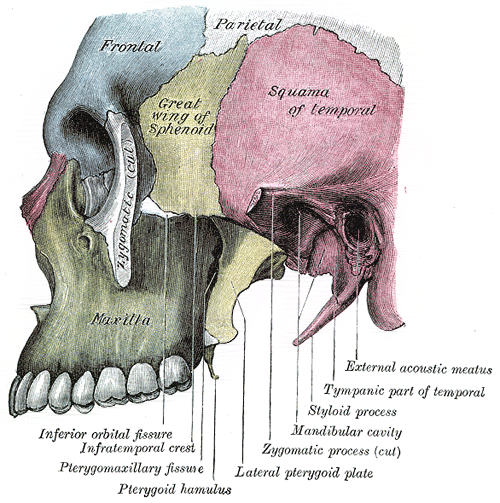
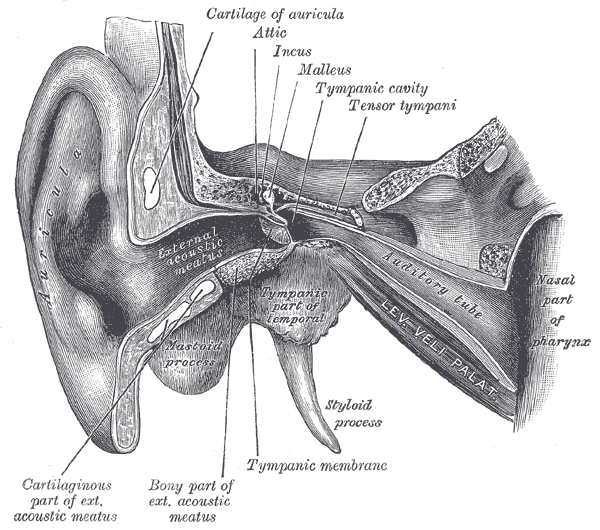